# Идель Нефтемаш
ООО «Идель Нефтемаш» — Ишимбайский завод нефтепромыслового оборудования (ИЗНПО) — советское и российское предприятие, выпускающее нефте-, газопромысловое оборудование для бурения, ремонта (текущего и капитального) и освоения скважин. Расположено в городе Ишимбае.
Почтовый адрес: Россия, 453210, Башкортостан, г. Ишимбай, ул. Набережная, 7

## История
Ишимбайский завод нефтепромыслового оборудования (ИЗНПО) начали строить в 1974 году силами завода подобного профиля — Ишимбайского машиностроительного завода (ИМЗ, ныне ОАО «Ишимбайский машиностроительный завод»).
1 февраля 1977 года завод вступил в строй действующих. В соответствии с приказом № 176 от 25 мая 1983 года министра химического и нефтяного машиностроения, было создано производственное объединение «Ишимбайнефтепроммаш», на основе ИЗНПО и ИМЗ.
В соответствии с приказом № 244 от 4 июля 1986 года министра химического и нефтяного машиностроения «Об укрупнении Салаватского производственного объединения нефтехимического машиностроения», ИЗНПО вошло в состав данного объединения, а ИМЗ стал производством ИЗНПО.
В соответствии с приказом № 120 от 29 августа 1989 года министра химического и нефтяного машиностроения, Ишимбайский машиностроительный завод вновь обрёл право юридического лица.
1990-е годы характеризуются неустойчивым положением на рынке. Было создано ГУП «Ишимбайский завод нефтепромыслового оборудования», которое в 2001 году обанкротилось и на его месте создана группа компаний «Нефтемаш»: ОАО «Нефтемаш» (правопреемник), ОАО «Ишимбайский литейный завод „Нефтемаш“» и ЗАО «Финансово-промышленная компания „Нефтемаш“».
В 2005 году ОАО «Нефтемаш» признано банкротом, на его месте создано ООО «Идель Нефтемаш». ОАО "ИЛЗ «Нефтемаш» ликвидировано, в результате чего последовал снос сталелитейного цеха, который на данный момент представляет собой руины.